# De kwade inblazingen
Heer Bommel en de kwade inblazingen of kortweg De kwade inblazingen is het 121ste verhaal uit de Bommelsaga, geschreven en getekend door Marten Toonder. Het verhaal verscheen voor het eerst op 7 november 1967 en liep tot 23 januari 1968. Thema: Wie goed ontmoet, goed doet.

## Samenvatting
Laat in de herfst trekken de dwergen Coreander Hop en Kwetal naar het zuiden om te ipsen. Omdat Kwetal last heeft van zijn zware bepakking laat hij zijn oloroon achter bij een tuinmanshokje van het kasteel Bommelstein. Het apparaat is per ongeluk ingeschakeld. Joost is op weg naar dit schuurtje om zijn pollepel op te halen die zowel in de keuken als in de tuin wordt gebruikt. Omdat hij zo gauw in de rommel niets kan vinden doet hij de achterdeur open om meer licht toe te laten. Tot zijn grote verrassing komt er warm zonlicht naar binnen en hij kijkt uit over een onafzienbare vlakte met vreemde gewassen.
Heer Bommel zit tevreden in zijn leunstoel bij de open haard waarbij hij de op een poef gezeten Tom Poes herinneringen uit zijn jeugd vertelt. De kasteelheer moet erg lachen om het vreemde verhaal van zijn binnenstormende druipende bediende maar Tom Poes heeft meer belangstelling en treft het door Joost beschreven warme landschap inderdaad aan. Heer Bommel komt wat later opgewekt ter plaatse poolshoogte nemen en constateert tot zijn schrik inderdaad een vreemd landschap achter zijn schuurtje.
Na een telefonisch verzoek aan het gemeentebestuur door de kasteelheer komt professor Prlwytzkofsky met zijn driewieler zich melden. Terwijl de wetenschappers wat landmeetwerk verrichten, glippen Joost en na hem Tom Poes door het schuurtje naar binnen en gaan op onderzoek uit in het nieuwe warme landschap waar drie zonnen schijnen. Ze vinden er een groot meer. Het blijkt echter geen water maar een kleverige substantie te bevatten, nadat Joost er is ingedoken. Hij zit onder een stijfselachtige substantie wanneer hij door Tom Poes op de kant wordt getrokken. Uit het meer komen ogen het land op die bovendien lijken te kijken. Snel vluchten ze naar Bommelstein terug. De professor belt zijn bevindingen door naar de gemeente.
Als gevolg daarvan arriveren later ambtenaar Dorknoper en commissaris Bulle Bas gezamenlijk per auto bij het kasteel. Om het onderzoek niet verder te bemoeilijken wordt het schuurtje op last van Dorknoper door Bulle Bas verzegeld. Voordat hij daartoe kan overgaan, komen eerst Joost en Tom Poes eruit gerend. Verzegelen, monster nemen van het stijfsel voor onderzoek en daarna zien we wel verder.
Professor Prlwytzkofsky brengt aan de burgemeester en de commissaris tussentijds verslag uit. Hij heeft protoplasma aangetroffen dat op gevoelsmatige denkstoten reageert! In dat buitenordentelijke gebied bevindt zich dus een stof, die beïnvloed kan worden door denkarbeid van buiten. Hier is grote omzichtigheid geboden. Er dienen geen ongeschoolden te worden toegelaten. Hierop vertrekt hij met zijn assistent terug naar het schuurtje. 
De professor en zijn assistent zien oogjes in de protoplasma-zee. Bij nadere bestudering door de professor komen er ook kleine baardmannetjes aan land. Ze lijken op een verkleinde uitgave van de hoogleraar. De professor stelt vast dat ze nadoen, imiteren. "Gans komisch." Ze zijn dus gevoelig voor inblazingen. Hij neemt afscheid van de commissaris bij de uitgang van het schuurtje. Die laatste belooft de keet weer te verzegelen.
Heer Ollie doorbreekt uit onvrede over de misstanden in zijn achtertuin gewapend met een jachtgeweer de verzegeling en gaat ook achter zijn schuurtje kijken. Vanwege de hitte valt hij in slaap. Ontwakend is hij omsingeld door een tiental baardfiguurtjes, die hem aan een nader onderzoek willen onderwerpen. Heer Bommel schiet vervolgens met hagel op de baardmannen waardoor ze zeer kwaadaardig worden. Professor Sickbock versterkt dat later nog eens.
Later verschijnen doctorandus Zielknijper en ziekenbroeder Carolus Kwak op het toneel.  Zielknijper gaat het gebouwtje in, maar wordt met driedubbele snelheid weer er uit gegooid. Hij is het eerste slachtoffer van de kwade inblazingen en belandt hard tegen een boom. Vervolgens zwermen drommen baardmannetjes naar buiten, waarbij ze de overtollige beharing als vleugels gebruiken. De commissaris wordt in Rommeldam overvallen op het Koolplein door de stormvlaag van vreemde vogels. Ze richten veel vernielingen aan in de stad. Een grote politiemacht gaat vervolgens het schuurtje in.
Tom Poes legt zijn vriend uit dat de gedrochten zo zijn geworden omdat iemand met een geweer op hen heeft geschoten. Heer Bommel begrijpt dat dus ook van het politieoptreden in zijn achtertuin ook niets goeds is te verwachten. De politie wordt inderdaad met zware verliezen teruggeslagen. De commissaris probeert tevergeefs in zijn ondergoed de deur gesloten te houden maar hij is te laat. De baardmannen zijn nu ook bewapend met geweren die eerst tegen hen waren gebruikt. 
De spanning stijgt ten top, en om Rommeldam tegen de door Sickbock opgewekte plasma-aanval te beschermen gelast burgemeester Dickerdack Bulle Bas 'iets' te doen, het geeft niet wat. Hierop geeft Bulle Bas zijn brigadier Snuf de opdracht het kasteel en de hele omgeving van Bommelstein op te blazen. Het kasteel en de omgeving moeten dus worden ontruimd, zo wordt bediende Joost telefonisch meegedeeld. De trouwe bediende waarschuwt zijn werkgever voor het dubbele gevaar. Heer Bommel vraagt wanhopig Tom Poes een list te verzinnen.
Tom Poes spoort nu tijdig de achtergelaten oloroon op. Hij herinnert zich dat het bij de achterdeur altijd rustig is en vindt zo het apparaat van Kwetal. Door wat aan het apparaat te veranderen wordt het windstil. Bulle Bas bereidt het opblazen nog voor als Tom Poes met de oloroon aan komt lopen. Nader onderzoek in het schuurtje leert dat het landschap weer gewoon is geworden. Kwetal komt terug om zijn oloroon op te halen. Hij maakt ruzie met Tom Poes, die boos is dat hij het apparaat ingeschakeld heeft laten rondslingeren. Heer Bommel vertelt intussen aan Bulle Bas dat híj́ de kwade inblazingen heeft laten verdwijnen.
Tom Poes legt Heer Bommel uit dat de hele toestand de schuld was van een apparaat van Kwetal. Zijn vriend ziet het uiteraard anders. "Dit was een strijd tussen goed en kwaad, jonge vriend."

## Lem:Solaris
Het verhaal De kwade inblazingen vertoont overeenkomsten met de SF-roman Solaris uit 1961 van Stanisław Lem, later verfilmd door Andrej Tarkovski. 
In beide verhalen komt de hoofdpersoon terecht in een vreemde wereld met een oceaan van protoplasma met bewustzijn, een colloïdale vloeistof gelijkend op "stijfsel", die uitermate gevoelig is voor de stemmingen of gedachten van de bezoekers. 
De oceaan reageert aanvankelijk vreedzaam en nieuwsgierig onderzoekend op bezoekers: in De kwade inblazingen kopieert het protoplasma als eerste de ogen van Tom Poes en Joost, in Solaris kopieert het de eerste tijd instrumenten waarmee mensen de oceaan onderzoeken, maar al snel verliest het de belangstelling daarvoor, "alsof het geen belangstelling meer had voor ons".
Op mensen reageert het protoplasma door gedaanten te laten verschijnen die verwijzen naar hun gedachten en gevoelens. In Solaris verschijnt zo een exacte kopie van de door zelfdoding overleden geliefde van hoofdpersoon Kris Kelvin (Rheya in het boek, Chari in Tarkovski's film); in De kwade inblazingen zijn het wezens die bijvoorbeeld het uiterlijk van Prlwytzkofski spiegelen.
Eveneens in beide verhalen wordt door bezoekers de oceaan vijandig bejegend - in Solaris overweegt men om de oceaan met intense röntgenstralen te bestoken, dat plan wordt kennelijk ook illegaal uitgevoerd, een nucleair ongeluk vernietigt "alle plasma binnen een straal van 2500 meter"; en op het persoonlijk vlak probeert Kelvin -vergeefs- de quasi-herverschijning van zijn geliefde listig en extreem wreed te lozen door haar met een raket de ruimte in te schieten. Bij Toonder zweept Sickbock doelbewust de woede van het plasma op: “‘Nu gaat het erom dit protoplasma zo kwaad mogelijk te maken,’ zei hij [Sickbock] tot zichzelf.” In beide verhalen hebben zulke acties desastreuze gevolgen. 
Zelfs de twee zonnen aan de hemel in Solaris hebben hun pendant in een driedubbele zon in het Toonderverhaal. Een element uit Solaris dat Toonder nog niet gebruikte, is dat daar het protoplasma onder een microscoop geen atomaire structuur blijkt te vertonen; maar in Het Kongruwer zou hij dat element alsnog gebruiken.

## Voetnoot
1. ↑  Voor het bemesten van de boontjes.
2. ↑  Rommeldam-Zuid
3. ↑  Aldus Joost: strook 6178.
4. ↑  Strook 6179.
5. ↑  "as though, indeed, it was no longer interested in us: Stanisław Lem, Solaris (Engelse vertaling:) (London: Faber & Faber, 2016 = 1970), p. 23.
6. ↑  Strook 6168.
7. ↑  Stanisław Lem, Solaris (Engelse vertaling:) pp. 23-24, 28-29, 67.
8. ↑  Strook 6214.
9. ↑  Stroken 7253, 7271.